# تقريب WKB
في الفيزياء الرياضية، يعتبر تقريب WKB أو طريقة WKB طريقة لإيجاد حلول تقريبية للمعادلات التفاضلية الخطية ذات المعاملات المتغيرة مكانيًا. يتم استخدامه عادةً في الحساب شبه الكلاسيكي في ميكانيكا الكم حيث يتم إعادة صياغة الدالة الموجية كدالة أسية، ويتم توسيعها بشكل شبه كلاسيكي، ومن ثم يتم أخذ السعة أو المرحلة تتغير ببطء.
الاسم هو الأحرف الأولى من Wentzel-Kramers-Brillouin. تُعرف أيضًا باسم طريقة LG أو Liouville-Green. تشتمل مجموعات الحروف الأخرى المستخدمة كثيرًا على JWKB وWKBJ، حيث يرمز الحرف "J" إلى جيفريز (بالإنجليزية: Jeffreys)‏.